# نبرد قهرمان ماراش
نبرد قهرمان‌ مرعش  یا نبرد قهرمان‌ ماراش  به دنبال تفوق قوای دول متفق در سالیان پایانی جنگ جهانی اول در سال ۱۹۱۹، سربازان فرانسوی وارد شهر قهرمان ماراش ترکیه می‌شوند و از ۲۱ مارس سال ۱۹۲۰ نبرد ترک‌ها علیه استعمار فرانسه به‌طور رسمی آغاز می‌شود. نتیجه این جنگ خروج کامل سربازان فرانسوی از شهر در ۱۲ فوریه ۱۹۲۰ است.
درگیری بین سربازان فرانسوی و ارمنی حاکم بر شهر با مردم قهرمان ماراش مرعش یک سال قبل از آن و از آغاز ورود سربازان فرانسوی به شهر آغاز می‌گردد. به دنبال واقعه سوتچی امام، درگیری‌ها پراکنده در شهر علیه حضور فرانسوی‌ها آغاز می‌شود.
به دنبال پایین کشیدن پرچم ترکیه از فراز قلعه قهرمان‌ ماراش و قتل تعدادی از مردم شهر و بازداشت افراد معروف ماراش، امام جماعت مسجد جامع شهر با نام رضوان خواجه با گفتن اینکه "در کشوری که پرچمش بر بالای قلعه به اهتزاز در نیامده باشد نمی‌توان نماز جمعه اقامه کرد" مردم شهر به درگیری با سربازان فرانسوی روی می‌آوردن و با رسیدن لشکر نیمه مسلح ترک موسوم به قوای ملیه در جاده اصلاحیه از توابع قهرمان ماراش، ۲۰۰ سرباز فرانسوی و ارمنی کشته می‌شوند و نیروهای فرانسوی به سوریه عقب نشینی می‌کنند.
به دنبال این واقعه، آتاترک طی تلگرافی به کاظم قره‌بکر ژنرال ترک، این پیروزی را تبریک می‌گوید. نام قدیمی شهر، ماراش، در سال ۱۹۷۳ به پاس مقاومت مردم شهر و با رأی مجلس ترکیه به قهرمان‌ ماراش تغییر می‌کند.